# Hues Corporation
The Hues Corporation was een Amerikaans vocaal pop- en soul-trio dat met Rock the Boat een grote hit had in 1974.

## Biografie
De oorspronkelijke groepsleden waren zangeres Hubert Ann Kelley en zangers Bernard St. Clair Lee en Karl Russell. Zij vormden het trio in 1969 in de buurt van Los Angeles en werkten de volgende jaren vooral in het clubcircuit van Las Vegas en Lake Tahoe. In 1972 was de groep te zien in de blaxploitationfilm Blacula. Ze namen drie nummers op voor de soundtrack van die film: What the World Knows, There He Is Again, en I'm Gonna Get You. Na Blacula werd Russell vervangen door Fleming Williams en tekende de groep bij RCA Records. Hun eerste single daar was "Freedom for the Stallion", een nummer van Allen Toussaint, dat een bescheiden hit werd in de Verenigde Staten. Het bereikte nummer 63 op de Billboard Hot 100. Kort daarna brachten ze hun eerste lp uit met dezelfde naam als de single.
Hun volgende single was een nummer van deze lp, Rock the Boat, geschreven door Waldo Holmes, die ook de Blacula-songs had geschreven. De plaat werd een internationale hit en was een van de eerste disconummers die het bracht tot nummer één in de Hot 100, op 6 juli 1974. De single werd een gouden plaat in de Verenigde Staten, en er werden meer dan twee miljoen exemplaren van verkocht.
Fleming Williams werd na Rock the Boat vervangen door Tom Brown, die in 1975 op zijn beurt vervangen werd door Karl Russell. De groep bereikte de Billboard Hot 100 nog met de singles Rockin' Soul uit 1974 (#18), Love Corporation (1975, #62 en #1 in de Disco-lijst) en I Caught Your Act (1977, #92). Ze konden het succes van Rock the Boat echter niet meer evenaren en in 1978 gingen ze uit elkaar.

## Discografie
LP's (compilatie-albums uitgezonderd)
- Freedom For The Stallion (1973, RCA)
- Rockin' Soul (1974, RCA)
- Love Corporation (1975, RCA)
- I Caught Your Act (1976, Warner Bros.)
- Your Place or Mine (1978, Warner Bros.)

### NPO Radio 2 Top 2000
| Nummer met noteringen in de NPO Radio 2 Top 2000 | '99  | '00  | '01  | '02  |
| ------------------------------------------------ | ---- | ---- | ---- | ---- |
| Rock the boat                                    | 1850 | 1976 | 1968 | 1969 |

1. ↑  Een vetgedrukt getal geeft de hoogste notering aan.
2. ↑  Deze tabel is bijgewerkt tot en met de laatste editie (2024).